# Águias da Paz
Águias da Paz e Harmonia é uma escola de samba de Cabo Frio.

## História
Fundada com a denominação "Gres Paz e Harmonia", foi quinta colocada em 2008. Sagrou-se vice-campeã do grupo principal do Carnaval de Cabo Frio em 2009.
Em 2010, apresentou o enredo "Uma viagem à vida, superando desafios: nascer, crescer, reproduzir e reviver” com o qual foi terceira colocada. Após a não realização dos desfiles por um ano, em 2013, mudou seu nome para o atual.

## Segmentos

### Presidentes
| Nome               | Mandato | Ref.  |
| ------------------ | ------- | ----- |
| Iara Regina Freire | ? - ?   | [ 4 ] |
| Toninho            | ? - ?   |       |

### Diretores
| Ano  | Diretor de Carnaval | Diretor geral de harmonia | Mestre de bateria | Ref. |
| ---- | ------------------- | ------------------------- | ----------------- | ---- |
| 2015 |                     |                           |                   |      |
| 2016 |                     |                           |                   |      |

### Coreógrafo
| Ano  | Nome | Ref. |
| ---- | ---- | ---- |
| 2015 |      |      |
| 2016 |      |      |

### Casal de Mestre-sala e Porta-bandeira
| Ano  | Nome | Ref. |
| ---- | ---- | ---- |
|      |      |      |
| 2016 |      |      |

### Rainhas de bateria
| Período | Rainha        | Madrinha | Ref.  |
| ------- | ------------- | -------- | ----- |
| 2011    | Vânia         |          |       |
| 2012    | Patrícia Rosa |          | [ 5 ] |

## Carnavais
| Ano  | Colocação | Grupo    | Enredo                                                                       | Carnavalesco | Intérprete | Ref         |
| ---- | --------- | -------- | ---------------------------------------------------------------------------- | ------------ | ---------- | ----------- |
| 2008 | 5º        | Especial |                                                                              |              |            | [ 6 ]       |
| 2009 | Campeã    | Especial |                                                                              |              |            | [ 1 ]       |
| 2010 | 3º lugar  | Especial | Uma viagem à vida, superando desafios: nascer, crescer, reproduzir e reviver |              |            | [ 2 ]       |
| 2011 |           |          | Cabo Frio, uma história cantada diferente                                    |              |            |             |
| 2014 | 3º lugar  | Especial |                                                                              |              |            | [ 7 ] [ 8 ] |
| 2015 | 5º lugar  | Especial |                                                                              |              |            | [ 9 ]       |